# Duren Tiga
Duren Tiga is een plaats (wijk) - (kelurahan) in het bestuurlijke gebied Pancoran, Jakarta Selatan (Zuid-Jakarta) in de provincie Jakarta, Indonesië. De plaats telt 29.848 inwoners (volkstelling 2010).